# La Presa (California)
La Presa es un lugar designado por el censo ubicado en el condado de San Diego en el estado estadounidense de California. En el año 2000 tenía una población de 32.721 habitantes y una densidad poblacional de 2,045.1 personas por km². 

## Geografía
La Presa se encuentra ubicado en las coordenadas 32°42′43″N 117°0′14″O / 32.71194, -117.00389. Según la Oficina del Censo, la ciudad tiene un área total de 16 km² (6,2 mi²), de la cual 14,5 km² (5,6 mi²) es tierra y 1,5 km² (0,6 mi²) (9.39%) es agua.

## Demografía
Los ingresos medios por hogar en la localidad eran de $45,939, y los ingresos medios por familia eran $47,486. Los hombres tenían unos ingresos medios de $34,412 frente a los $26,210 para las mujeres. La renta per cápita para la localidad era de $15,998. Alrededor del 10.7% de la población estaban por debajo del umbral de pobreza.